# Orleanesado
El Orleanesado (en francés Orléanais) era una antigua provincia del Reino de Francia. El nombre viene de Orleans, la ciudad principal de la provincia y su capital tradicional. El Orleanesado comprende la región circundante de esta ciudad. Entre sus poblaciones, destacaban las ciudades de Orleans, Chartres y Blois. 

## Historia
Arranca su historia como la colonia romana Genabum. Incendiada por César durante la Guerra de las Galias en el año 52 a. C.. Reconstruida por Lucio Domicio Aurelio (llamado Aureliano, de donde viene el nombre de Orleans).
Llegó a ser una de las provincias más importantes de Francia. Quedó dividida mucho antes de la Revolución francesa. En torno a esta ciudad comenzó la construcción de la nación francesa. Estaba en la posesión de la familia Capetos, ya antes de la llegada de Hugo Capeto al trono de Francia en el 987 d. C.
En 1334 Felipe VI se la concedió con el título de ducado a Felipe de Valois (1375), uno de sus hijos. 
Los ingleses la asediaron durante la guerra de los Cien Años (1428-1429) y la tomaron. Orleans fue liberada en 1429 por Juana de Arco, la heroína francesa también conocida como La doncella de Orleans.
Durante la guerra franco-prusiana fue ocupada por el ejército prusiano. Durante la Segunda Guerra Mundial la ciudad de Orleans fue bombardeada por el ejército alemán.
- Datos: Q1425908
- Multimedia: Orléanais / Q1425908